# La Colmena, Paraguay
La Colmena este un oraș din departamentul Paraguarí, Paraguay.